# 사카모토역 (시가현)
사카모토히에이잔구치역(일본어: 坂本比叡山口駅)은 일본 시가현 오쓰시에 위치한 게이한 전기 철도 이시야마사카모토 선의 철도역이다. 이 노선의 종점역이기도 하며, 역 번호는 OT 21, 섬식 승강장 1면 2선의 구조를 갖춘 지상역이다. 오는 2018년 3월에 사카모토히에이잔구치역(일본어: 坂本比叡山口駅)으로 역명이 바뀌었다.

## 타는 곳
| 1 · 2 | ■ 이시야마사카모토 선 | 하마오쓰 · 이시야마데라 방면 교토 시내 (산조케이한 · 교토시야쿠쇼마에 · 우즈마사텐진가와 방면 ; 하마오쓰 환승 게이한 선 (데마치야나기 · 요도야바시 · 나카노시마 ; 하마오쓰 · 산조케이한 환승) 방면 |

## 역 주변
- 오쓰 시 사카모토 시민 센터
- 히에이잔 철도 사카모토 역

## 인접 역
| 게이한 전기철도 ■ 이시야마사카모토 선 | 게이한 전기철도 ■ 이시야마사카모토 선 | 게이한 전기철도 ■ 이시야마사카모토 선 |
| ------------------------------------- | ------------------------------------- | ------------------------------------- |
| OT 20 마쓰노반바 이시야마데라 방면    | ■ 이시야마사카모토 선                 | 시·종착역                             |